# Kjartan Finnbogason
Kjartan Henry Finnbogason, né le 9 juillet 1986 à Reykjavik en Islande, est un footballeur international islandais, qui évolue au poste d'attaquant.

## Biographie

### Carrière en club
Avec le club du KR Reykjavik, Kjartan Finnbogason dispute 5 matchs en Ligue des champions, et 14 matchs en Ligue Europa, pour 8 buts inscrits,.
Le 26 juin 2018, il signe un contrat en faveur du club hongrois Ferencváros TC.

### Carrière internationale
Kjartan Finnbogason compte quatre sélections avec l'équipe d'Islande depuis 2011,. 
Il est convoqué pour la première fois en équipe d'Islande par le sélectionneur national Ólafur Jóhannesson, pour un match des éliminatoires de l'Euro 2012 contre le Portugal le 7 octobre 2011. Il entre à la 81e minute de la rencontre, à la place de Jóhann Guðmundsson. Le match se solde par une défaite 5-3 des Islandais.

## Palmarès

### En club
- Avec le KR Reykjavik
  - Champion d'Islande en 2003, 2011 et 2013
  - Vainqueur de la Coupe d'Islande en 2011, 2012 et 2014
  - Vainqueur de la Coupe de la Ligue islandaise en 2010 et 2012
  - Vainqueur de la Supercoupe d'Islande en 2012 et 2014

### Distinction personnelle
- Meilleur buteur du Championnat du Danemark de D2 en 2016 (17 buts)